# Игре глади
Игре глади (енгл. The Hunger Games) су серијал дистопијских романа за младе које је написала америчка ауторка Сузан Колинс. Серијал се састоји од трилогије која прати тинејџерску јунакињу Кетнис Евердин, уз два преднаставака. Први преднаставак је смештен 64 године пре оригиналне приче, а други 24. Свет Игара глади је дистопија смештена у Панем, северноамеричку земљу која се састоји од богатог Капитола и 13 Дистрикта у различитим степенима развијености и стањима сиромаштва.
Сваке године, по два тинејџера, један дечак и једна девојчица, из првих 12 округа бивају изабрани жребом да учествују у принудној телевизијској борби за опстанак, познатој као „Игре глади”. Овај спектакл бруталности и преживљавања организује моћна елита како би одржала контролу над слабима. Минимална старосна граница за учешће у Играма глади је 12 година, а број листића у жребу повећава се за један сваке године. Међутим, за сваки додати листић у жребу, та особа добија оброке као награду. Уз помоћ нуклеарног оружја, последњи дистрикт се успешно побунио против Капитола и преселио се под земљу након тајног мировног споразума.
Романи у трилогији носе наслове Игре глади (2008), Лов на ватру (2009) и Сјај слободе (2010). Сваки од романа је адаптиран у филм, чинећи филмску серију Игре глади, при чему је Сјај слободе подељен у два дугометражна филма. Прве две књиге биле су на листи бестселера The New York Times-а, док је Сјај слободе одмах након објављивања заузео врх свих листа бестселера у Сједињеним Америчким Државама. До објављивања филмске адаптације 2012. године, штампано је више од 26 милиона примерака трилогије, укључујући издања везана за филмове. До 2023. године серијал је продат у више од 100 милиона примерака широм света и наставља да има значајан утицај на литературу за младе и популарну културу.
Романи су добили изузетне критике. У августу 2012. године, серијал је заузео друго место, одмах иза серијала Хари Потер, у NPR-овој анкети „100 најбољих романа за младе”. BBC News је 5. новембра 2019. године,  уврстио Игре глади на своју листу 100 најутицајнијих романа. Amazon је 17. августа 2012. објавио да је трилогија Игре глади њихов најпродаванији серијал, надмашивши рекорд који је претходно држао Хари Потер. До 2014. године, трилогија је продала више од 65 милиона примерака само у САД, са преко 28 милиона примерака Игара глади, 19 милиона примерака Лова на ватру и 18 милиона примерака Сјаја слободе. Серијал је продат у 56 земаља и преведен на 51 језик.
Преднаставак, под називом Балада о птици певачици и змији, који говори о раним данима Игара глади и приказује младог Кориолана Сноуа као главног јунака, објављен је 19. маја 2020. До 2023. године, преднаставак је продао више од 3,5 милиона примерака у Северној Америци и био доступан на 39 језика у 39 земаља.
Други преднаставак, под називом Освит дана жетве, који говори о 50. Играма глади и приказује живот Хејмича Абернатија, објављен је 18. марта 2025. године.